# ایگناتوف (استان بلگورود)
ایگناتوف (انگلیسی: Ignatov, Belgorod Oblast) یک شهرک در بخش آلکسیفسکی استان بلگورود کشور روسیه است.